# Tovodum
Tovodum (em fon, To-vodun ) tanto pode ser um vodu cultuado por todos os habitantes de uma localidade, sendo emblemático do lugar, independentemente de laços familiares e tribais entre os habitantes, como também pode referir-se a vodus cultuados por praticamente todos os adeptos da religião fon. Neste caso, Lebá, Fa, Gu, e talvez Agué, são tovoduns. Algumas vezes essa atribuição pode ser estendida a vodus populares, como Sakpatá, Dan, Lissá e Quevioçô.